# Tony Hendra

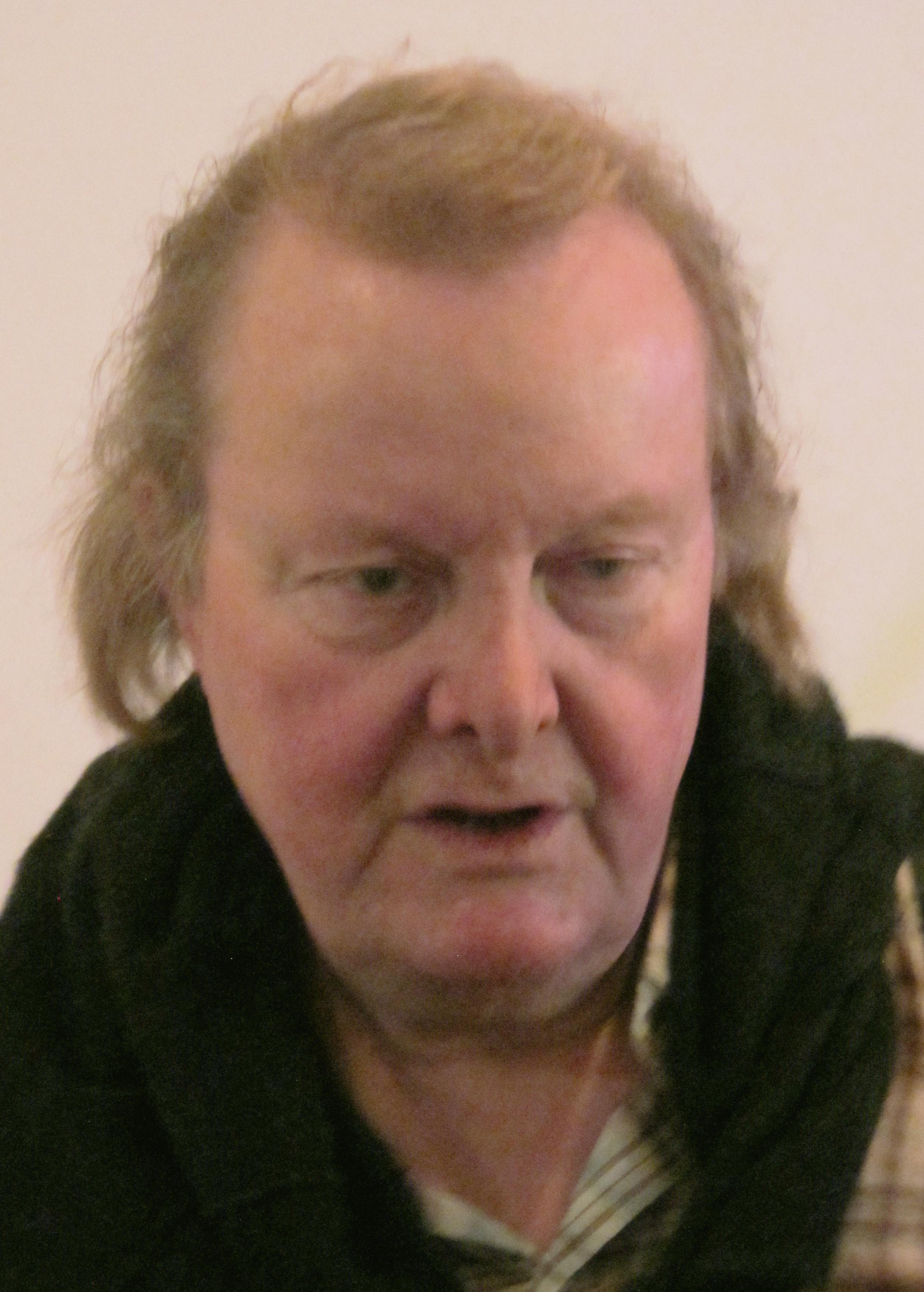
Tony Hendra 2014

Tony Hendra (* 10. Juli 1941 in Hertfordshire; † 4. März 2021 in Yonkers, New York) war ein britischer Satiriker und Autor, der hauptsächlich in den USA arbeitete. Er war 1970 einer der Gründer der Zeitschrift National Lampoon. Eine seiner Töchter ist die Schriftstellerin Jessica Hendra.

## Leben
Hendra besuchte die Universität Cambridge, wo er sich im Theaterclub Footlights engagierte, dem zu dieser Zeit auch unter anderem John Cleese angehörte. Nach seinem Studium verlagerte er seinen Lebensmittelpunkt in die USA, wo er als Autor und Schauspieler tätig war. Unter anderem war er in den Serien Miami Vice und Law & Order sowie in den Filmen This Is Spinal Tap und Jumpin’ Jack Flash zu sehen. Als Drehbuchautor war er bspw. an der Filmkomödie Great White Hype – Eine K.O.Mödie (1996) beteiligt.

## Werke
- Tales from the Crib (gemeinsam mit Peter Saggets)
- The Messiah of Morris Avenue
- Father Joe: The Man Who Saved My Soul
- The Book of Bad Virtues
- Born to Run Things: An Utterly Unauthorised Biography of George Bush
- Brad ’61: Portrait of the Artist as a Young Man
- Not the New York Times (gemeinsam mit Christopher Cerf. Larry Durocher, Josh Feigenbaum, George Plimpton, und Rusty Unger)
- Off the Wall Street Journal und Off the Wall Stret Journal II
- Not the Bible (mit Sean Kelly)
- Going Too Far
- The 80’s: A Look Back at the Tumultuous Decade 1980-1989 (gemeinsam mit Christopher Cerf und Peter Elbling)
- The 90’s: A Look Back
- The GIGAWIT Dictionary of the E-nglish Language